# Јевреји долазе
Јевреји долазе је југословенски филм из 1992. године. Режирао га је Првослав Марић према сопственом сценарију.
Приказан је на првом Југословенском фестивалу играног филма „Новосадска арена”.

## Радња
У војвођанском су припреме за позоришну представу коју ће извести чланови Савеза слепих. У заједници са Матицом исељеника, представа се припрема за Јевреје који долазе из Америке да би видели где су им преци страдали 1942. године, за време рације у Новом Саду. Радња представе треба да се одвија према аутентичним причама сведока који су преживели трагични догађај. Иницијатори представе у ствари манипулишу слепима и желе да тиме гану Јевреје како би добили што више новаца.

## Улоге
| Глумац                    | Улога                           |
| ------------------------- | ------------------------------- |
| Младен Андрејевић         | Фића                            |
| Љиљана Бићанин            | Зденка                          |
| Слободан Ћустић           | Нусрет                          |
| Младен Дражетин           | Драшко                          |
| Предраг Ејдус             | Рајтер                          |
| Александар Гајин          | Јавор                           |
| Иван Хајтл                | деда Иса                        |
| Мето Јовановски           |                                 |
| Владислав Каћански        |                                 |
| Мирослава Кмец            | Ива                             |
| Жива Марков               | Роберт                          |
| Ивана Пејчић              |                                 |
| Александра Плескоњић-Илић |                                 |
| Милица Радаковић          |                                 |
| Стеван Шалајић            |                                 |
| Горан Шушљик              | Бобан                           |
| Драган Зорић              | Андрола                         |
| Ксенија Мартинов          | Новка                           |
| Соња Јосић                | Ивина мајка (као Софија Стипић) |